# Sega Virtua Processor

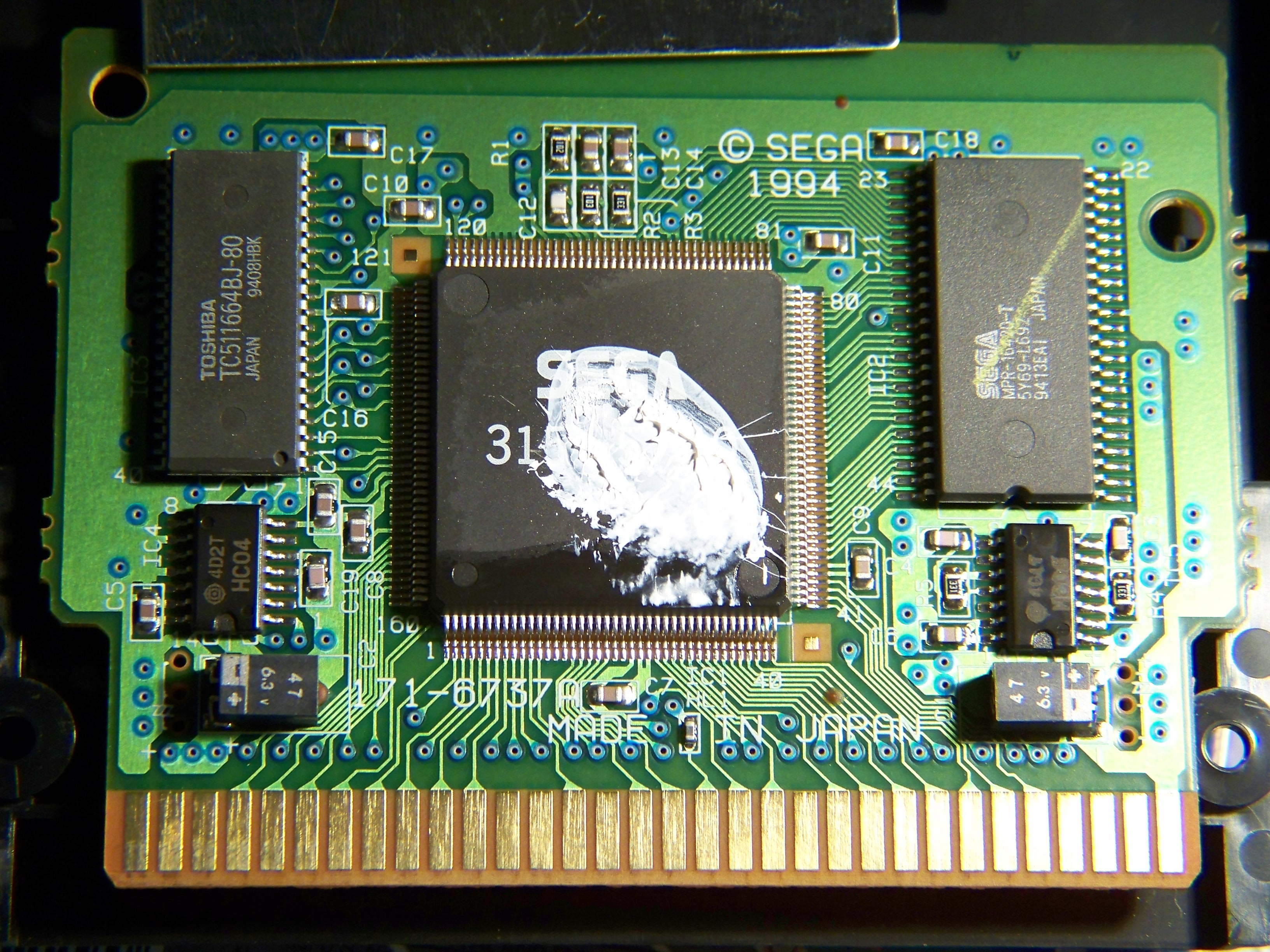
Platine des Spiels Virtua Racing: Auf dem SVP in der Mitte ist noch die Wärmeleitpaste des Kühlkörpers vorhanden.

Der Sega Virtua Processor (SVP) ist ein 1994 eingeführter 16-bit-DSP, der Segas damalige Videospielkonsole Mega Drive bei der Berechnung komplexer 3D-Daten unterstützen sollte. Er kann als Segas Antwort auf Nintendos Super-FX-Chip gesehen werden, der seit 1993 in diversen SNES-Spielen verbaut worden ist.

## Prozessor
Der SVP ist ein Samsung SSP1601 mit Sega-Branding (Sega 315-5750), in der Homebrew-Szene ging man allerdings lange Zeit davon aus, dass es sich beim SVP um einen SH-DSP handeln könnte, da Sega in den Konsolen 32X und Saturn Prozessoren des Typs SH-1 und SH-2 verbaute.
Der Prozessor wird mit 23 MHz betrieben, erreicht 25 MIPS und rendert die Polygone in bis zu 16 Farben. Er wird mittels eines Kühlkörpers vor Überhitzung geschützt.

## Einsatz
Der erste und einzige Einsatz für den SVP war im Mega-Drive-Spiel Virtua Racing. Der SVP war dabei zuständig für die Berechnung der Vektorgrafik. Als unangenehmer Nebeneffekt trat ein enormer Kostenzuwachs in der Herstellung auf, wodurch der anfängliche Verkaufspreis in Deutschland bei 199 DM (102 Euro) lag, während normale Spielmodule für 89 bis 129 DM, teilweise 139 DM (40 bis 65 / 70 Euro) verkauft wurden. Infolgedessen blieb Virtua Racing das einzige Spiel mit SVP und Sega entwickelte die Zusatzkonsole 32X. Bedingt durch Inkompatibilität lässt sich Virtua Racing als einziges Spiel nicht mit dem 32X spielen, es folgte eine 32X-Version Virtua Racing Deluxe, die inhaltlich erweitert worden ist und auf einen eigenen Koprozessor nun verzichten konnte.